# Leukocytospermia
Leukocytospermia – stwierdzenie zwiększonej ilości leukocytów w nasieniu. Za wartość graniczną, rekomendowaną przez WHO, uznaje się 1 milion leukocytów peroksydazo-dodatnich na mililitr. Wartość ta jest kwestionowana przez niektóre grupy badawcze podające jako graniczne zarówno wyższe jak i niższe wartości (0,2 - 2 mln/ml). Leukocytospermię rozpoznaje się pod mikroskopem przeprowadzając badanie nasienia. Leukocyty można odróżnić od innych komórek okrągłych na podstawie:
- ich cech morfologicznych obserwowanych w preparatach wybarwionych np. metodą Papanicolau, Bryan-Leishman'a i.in.;
- immunocytochemicznego barwienia enzymu peroksydazy, występującego w większości leukocytów obecnych w nasieniu np. ortho - toluidyną (w tej metodzie leukocyty peroksydazo-dodatnie barwią się na brązowo, podczas gdy inne komórki okrągłe pozostają niezabarwione);
- immunocytochemicznego barwienia antygenu CD45 obecnego na powierzchni wszystkich leukocytów.

Leukocytospermia jest często skutkiem procesu zapalnego w obrębie narządów rozrodczych męskich np. zapaleniem jąder, zapaleniem najądrzy, zapaleniem gruczołu krokowego czy zapaleniem pęcherzyków nasiennych. Jest ona także związana z niepłodnością i z obniżoną jakością nasienia (pogorszoną ruchliwością, morfologią, liczebnością plemników oraz jakością chromatyny plemnikowej). Leukocytospermii zwykle towarzyszy bakteriospermia.